# Yoshimasa Hosoya
Yoshimasa Hosoya (細谷 佳正?, Hosoya Yoshimasa; Hiroshima, 10 febbraio 1982) è un doppiatore giapponese.

## Biografia
Era affiliato con Mausu Promotion. Era inoltre un membro del duo pop MaxBoys insieme a Toshiki Masuda (増田 俊樹 ?, Masuda Toshiki), anch'egli un doppiatore giapponese. Nel 2014 e nel 2016 ha vinto, rispettivamente, l'ottava e la decima edizione del Seiyu Awards come miglior attore non protagonista.

## Anime
- 2010 - Katanagatari, Shichika Yasuri
- 2011 - Yu-Gi-Oh! Zexal, IV/Thomas Archlight
- 2011 - No. 6, Nezumi
- 2012 - Star Blazers 2199, Saburo Katou
- 2013 - Free!, Sousuke Yamazaki
- 2013 - L'attacco dei giganti, Reiner Braun
- 2014 - Yu-Gi-Oh! Arc-V, Declan Akaba
- 2014 - Haikyu!!, Asahi Azumane
- 2015 - Death Parade, Ginti
- 2015 - La leggenda di Arslan, Daryun
- 2015 - Mobile Suit Gundam: Iron-Blooded Orphans, Orga Itsuka
- 2016 - Bungo Stray Dogs, Doppo Kunikida
- 2016 - Hai to gensō no Grimgar, Haruhiro
- 2016 - My Hero Academia, Tsukuyomi/Fumikage Tokoyami
- 2016 - Yuri!!! on Ice, Otabek Altin
- 2018 - Caligula, Kotaro Tomoe
- 2018 - Banana Fish, Frederick Arthur
- 2019 - That Time I Got Reincarnated as a Slime, Youm
- 2022 - Fuuto PI, Shotaro Hidari
- 2023 - Trigun Stampede, Nicholas D. Wolfwood
- 2023 - Dead Mount Death Play, Kuon Higuro
- 2023 - Monsters: 103 Passioni Inferno del Dragone, Ryoma
- 2024 - Garouden: The Way of the Lone Wolf, Nyoze Carlos Nagato
- 2025 - Yaiba (2025), Takeshi Onimaru
- 2025 - Un mazzo di fiori per una come me, Tetsuo Gotanda[3]

## Videogiochi
- 2009 - Sin and Punishment: Successor of the Skies, Isa Jo
- 2009 - Arcana Heart 3, Kazu
- 2011 - Warriors Orochi 3, Seimei Abe
- 2012 - Rhythm Thief e il Tesoro dell'Imperatore, Phantom R/Ralph
- 2012 - Zero Escape: Virtue's Last Reward, Dio
- 2012 - Street Fighter X Tekken, Steve Fox
- 2012 - Fire Emblem: Awakening, Daraen (maschio), Morgan (maschio)
- 2012 - Danganronpa 2: Goodbye Despair, Kazuichi Soda
- 2012 - Resident Evil 6, Finn Macauley
- 2013 - Metal Gear Rising: Revengeance, Blade Wolf/LQ-84i
- 2013 - Xblaze Code: Embryo, Akira Kamewari
- 2013 - The Legend of Heroes: Trails of Cold Steel, Gaius Worzel
- 2013 - Yu-Gi-Oh! Zexal: World Duel Carnival, IV/Thomas Archlight
- 2013 - Attack on Titan: Humanity in Chains, Reiner Braun
- 2014 - Granblue Fantasy, Belial, Bowman
- 2014 - Dengeki Bunko: Fighting Climax, Kojou Akatsuki
- 2014 - Super Smash Bros. per Nintendo 3DS e Wii U, Daraen (maschio)
- 2014 - The Legend of Heroes: Trails of Cold Steel II, Gaius Worzel
- 2015 - Code Name: S.T.E.A.M., Daraen
- 2015 - Fire Emblem: Fates, Shigure, Daraen
- 2015 - Dragon Quest VIII: L'odissea del re maledetto (versione 3DS), Angelo
- 2015 - Arslan: The Warriors of Legend, Daryun
- 2015 - Tokyo Mirage Sessions ♯FE, Yashiro Tsurugi
- 2016 - A.O.T.: Wings of Freedom, Reiner Braun
- 2016 - My Hero Academia: Battle for All, Tsukuyomi/Fumikage Tokoyami
- 2016 - Dragon Quest Heroes II, Angelo
- 2016 - The Caligula Effect, Kotaro Tomoe
- 2016 - The Legend of Heroes: Akatsuki no Kiseki, Gaius Worzel
- 2016 - Yu-Gi-Oh! Duel Links, IV/Thomas Archlight, Declan Akaba
- 2016 - Yakuza 6: The Song of Life, Naoto Tagashira
- 2017 - Danganronpa V3: Killing Harmony, Kazuichi Soda
- 2017 - Fire Emblem Heroes, Daraen (maschio), Morgan (maschio), Shigure
- 2017 - Super Robot Wars V, Saburo Katou
- 2017 - The Legend of Heroes: Trails of Cold Steel III, Gaius Worzel
- 2017 - Fire Emblem Warriors, Daraen (maschio)
- 2017 - Itadaki Street: Dragon Quest and Final Fantasy 30th Anniversary, Angelo
- 2017 - Dragon Quest Rivals, Angelo
- 2018 - Shin Megami Tensei: Liberation Dx2, Jeng Yun Tsai
- 2018 - A.O.T. 2, Reiner Braun
- 2018 - My Hero: One's Justice, Tsukuyomi/Fumikage Tokoyami
- 2018 - Warriors Orochi 4, Seimei Abe
- 2018 - The Legend of Heroes: Trails of Cold Steel IV, Gaius Worzel
- 2018 - Dragalia Lost, Audric
- 2018 - Super Smash Bros. Ultimate, Daraen (maschio)
- 2019 - Indivisible, Dhar
- 2020 - Granblue Fantasy: Versus, Belial, Avatar Belial
- 2020 - My Hero: One's Justice 2, Tsukuyomi/Fumikage Tokoyami
- 2020 - The Legend of Heroes: Trails into Reverie, Gaius Worzel
- 2020 - Shin Megami Tensei III: Nocturne HD Remaster, Futomimi
- 2021 - Final Fantasy VII Remake: Intergrade, Sonon Kusakabe
- 2021 - Super Robot Wars 30, Orga Itsuka, Hayato Jin (Devolution)
- 2022 - Yu-Gi-Oh! Cross Duel, IV/Thomas Archlight
- 2023 - Fire Emblem: Engage, Daraen
- 2023 - Honkai: Star Rail, Welt
- 2023 - Granblue Fantasy: Versus Rising, Belial, Avatar Belial
- 2024 - Like a Dragon: Infinite Wealth, Naoto Tagashira
- 2024 - Final Fantasy VII Rebirth, Sonon Kusakabe
- 2024 - Metaphor: ReFantazio, Basilio Lupus Magnus
- 2025 - Fantasy Life i: La ragazza che ruba il tempo, Jake, Orlando